# أسامة الرحيمي
أسامة الرحيمي (1964 -) هو كاتب وصحفي مصري.

## حياته
وُلد بمحافظة المنصورة عام 1964، وحصل على ليسانس كلية الحقوق من جامعة المنصورة في عام 1991، ثم عمل صحفيًا في العديد من المجلات والصحف المصرية والعربية كان من بينها مجلة نصف الدنيا التي عمل بها لمدة ست سنوات، كما عمل بجريدة الخليج الإماراتية، ومجلة العربي الكويتية، وجريدة الوطن البحرينية، ويشغل حاليا منصب رئيس القسم الثقافي بجريدة الأهرام.
أجرى أسامة الرحيمي خلال مسرته المهنية نحو 300 حوارًا صحفيًا مع قامات مصرية وعربية كان من بينها أديب نوبل نجيب محفوظ، وعبد الرحمن منيف، وحيدر حيدر، وسليمان فياض، ورضوى عاشور. وأسامة الرحيمي عضو بنقابة الصحفيين المصريين، وعضو باتحاد كتاب مصر، وهو متزوج من الكاتبة والصحفية المصرية منى الشيمي.

## مؤلفاته
ألف أسامة الرحيمي العديد من المؤلفات التي تنوعت ما بين الأعمال الإبداعية، والحوارات الصحفية، والروايات، ومنها:
- بوح المبدعين: صدر عام 2019 عن الهيئة المصرية العامة للكتاب بالقاهرة، وضم 30 حوارًا صحفيًا.[2]
- صباح الخير يا منى (رسائل أدبيه): ألفه بمشاركة زوجته الكاتبة منى الشيمي، وصدر عام 2020 عن دار ابن رشد للنشر والتوزيع بالقاهرة.[3]
- طباطيب العبر.. حكايات أدبية من الدراكسة: صدر عام 2021 عن دار دريم بن للنشر والتوزيع بالقاهرة، وشارك ضمن معرض القاهرة الدولي للكتاب.[4]

## جوائز
حظي الكاتب والصحفي أسامة الرحيمي بتكريم العديد من الجهات، وحصل على العديد من الجوائز الأدبية، ومن أهمها:
- التكريم من الأمانة العامة لمؤتمر أدباء مصر عام 2016.[5]
- جائزة مهرجان «ما بعد الكورونا» من مجلس إدارة أتيليه العرب للثقافة والفنون «ضي» عام 2020.[6]